# Heeresfahrzeug

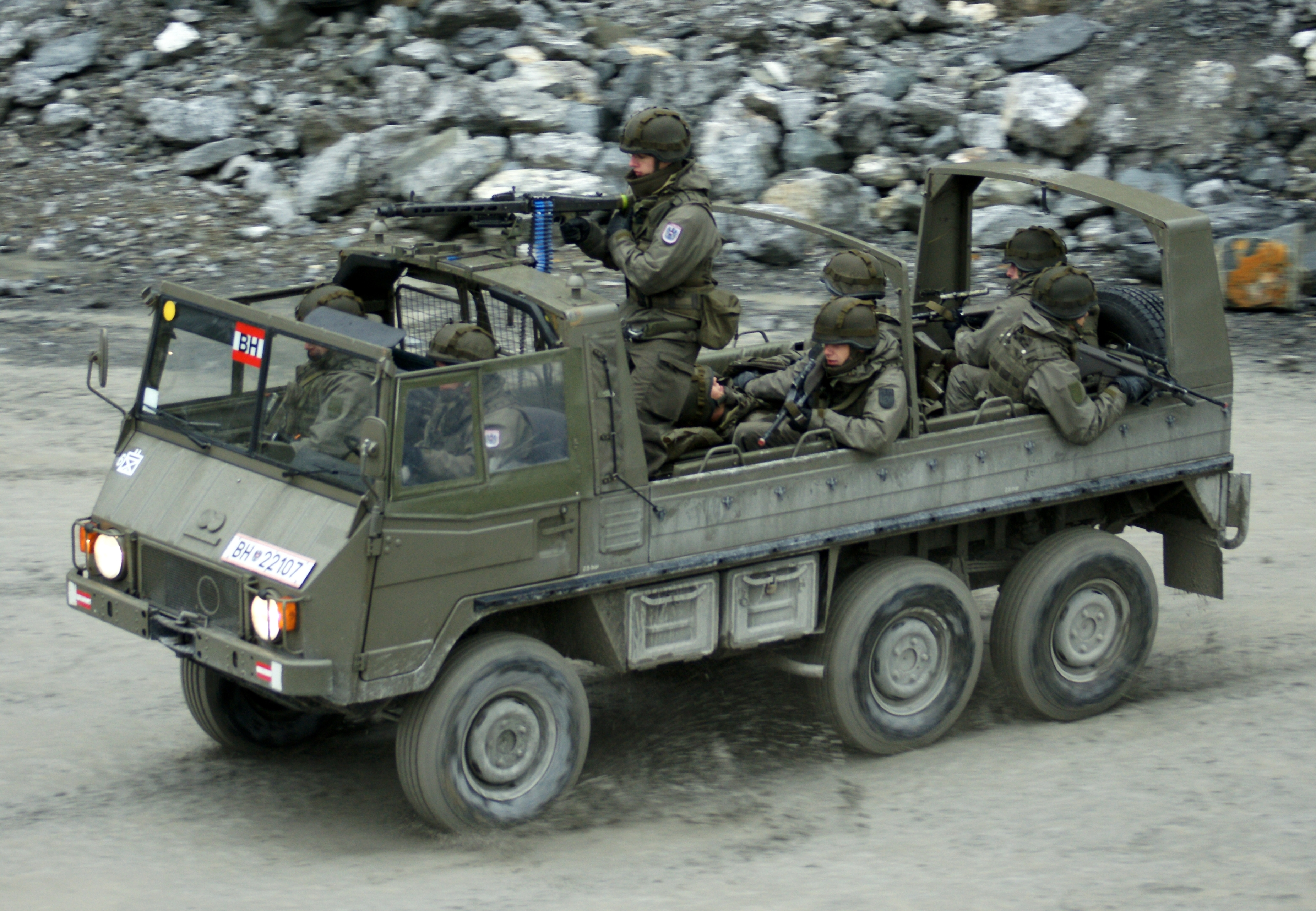
Heeresfahrzeug mit Bundesheer-Kennzeichen

Heeresfahrzeug ist im österreichischen Straßenverkehrsrecht ein Kraftfahrzeug oder Anhänger, das in Verwendung des Bundesheeres oder der Heeresverwaltung steht. Mit Militärfahrzeug sind dagegen allgemein alle Fahrzeuge militärischer Verwendung gemeint, auch ausländische.
Die militärischen Fahrzeuge, im § 2 Begriffsbestimmungen Z. 1. 38. Kraftfahrgesetz 1967 (KFG) als Heeresfahrzeuge definiert, sind im § 97 KFG geregelt. Dort werden drei Klassen definiert:
- Zivile Fahrzeuge, welche Zwecken des Bundesheeres dienen (Z. 3)
- Heeresfahrzeuge, die wegen ihres militärischen Verwendungszweckes besonders gebaut und ausgerüstet sind (Z. 1)
- Heeresfahrzeuge, die durch Bewaffnung, Panzerung oder ihre sonstige Bauweise für die militärische Verwendung im Zusammenhang mit Kampfeinsätzen besonders gebaut oder ausgerüstet oder diesem Zweck gewidmet sind (Z. 2)

Der Begriff Kraftfahrzeug umfasst dabei, wie im gesamten KFG, „zur Verwendung auf Straßen bestimmte oder auf Straßen verwendete Fahrzeuge“ außer Schienenfahrzeugen (§ 2. Z. 1 1. KFG), auch Krafträder, nicht aber Fahrräder. Anhänger sind sinngemäß miterfasst, einschließlich Fuhrwerken (Anhängewagen, auch für Zugtiere § 1. Z. 1 1. KFG).
Heeresfahrzeuge und Militärfahrzeuge sind von zahlreichen Regelungen des KFG ausgenommen. So fallen unter Z. 1 etwa die offenen bzw. planengedeckten Mannschaftstransport-LKW des Bundesheeres, eine Personentransportverwendung, die im zivilen Bereich keinesfalls zulässig wäre. Die dritte Gruppe (Z. 2) sind die militärischen Fahrzeuge im eigentlichen Sinne, wie Panzer, Radpanzer, Geschütze, gepanzerte oder bewaffnete Lastkraftwagen und Zugmaschinen.
Im Straßenverkehr selbst gelten auch für Heeres- und Militärfahrzeuge alle einschlägigen Regelungen, Ausnahmeregelungen im Besonderen für Kolonnen (Geschlossene Züge, § 29 Z. 2,3 Straßenverkehrsordnung 1960, StVO) – diese dürfen den geschlossenen Zug auch entgegen anderen Regeln aufrechterhalten.
Ausländische militärische Fahrzeuge dürfen aufgrund der Neutralitätsverpflichtung Österreich prinzipiell nicht befahren – daher werden fremde Truppenkontingente, etwa der NATO, auf der rollenden Landstraße (Schienentransit) durch Österreich geschleust. Davon ausgenommen sind „ausländische Militärfahrzeuge im Rahmen gemeinsam mit dem Bundesheer durchzuführender Einsätze, Übungen oder Ausbildungsmaßnahmen“ (§ 67 Z. 3 KFG), ausländische Fahrzeuge sind dann österreichischen rechtlich gleichgestellt.